# لئو ایساکی
لئو ایساکی (به ژاپنی: 江崎玲於奈) (زادهٔ ۱۲ مارس ۱۹۲۵) فیزیک‌دان ژاپنی است که در سال ۱۹۷۳ به همراه ایوار گیور برای کشف پدیدهٔ تونل‌زنی کوانتومی و دیود تونلی موفق به دریافت جایزه نوبل در فیزیک شد.